# Heo Jun (esgrimidor)
Heo Jun (en coreano: 허준; Seúl, 31 de mayo de 1988) es un deportista surcoreano que compite en esgrima, especialista en la modalidad de florete. Ganó una medalla de bronce en el Campeonato Mundial de Esgrima de 2018 en la prueba individual.

## Palmarés internacional
| Campeonato Mundial | Campeonato Mundial | Campeonato Mundial | Campeonato Mundial |
| Año                | Lugar              | Medalla            | Prueba             |
| ------------------ | ------------------ | ------------------ | ------------------ |
| 2018               | Wuxi (China)       | Medalla de bronce  | Florete individual |